# Carl von Pückler-Burghauss
Carl Friedrich Wilhelm Lothar Erdmann hrabě von Pückler-Burghauss svobodný pán von Groditz (7. října 1886 – 13. května 1945) byl německý šlechtic, veterán první světové války a důstojník Waffen-SS během druhé světové války v hodnosti SS-Gruppenführer und Generalleutnant der Waffen-SS, velitel posledních bojujících německých jednotek na území Československa.

## Mládí a první světová válka
Narodil se do šlechtické rodiny 7. října roku 1886 v dolnoslezském městě Vratislavi jako syn majora pruské armády ve výslužbě a hejtmana Friedricha hraběte von Pückler-Burghauss (1849–1920) a hraběnky Elly von Köppen (1862–1899). Měl dva mladší bratry Ottu a Sylviuse, který za druhé světové války sloužil jako plukovník u Wehrmachtu.
Po vystudování univerzity v Bonnu vstoupil 1. dubna 1907 do armády a 17. října téhož roku mu byl udělena hodnost Leutnant (poručík). Během první světové války se zúčastnil bitev ve Francii a v Polsku a sloužil jako divizní zbraňový důstojník u pěchotních a později i u jezdeckých jednotek. V květnu roku 1917 byl povýšen do hodnosti Oberleutnant (nadporučík) a zbytek války strávil jako důstojník generálního štábu u Armee Korps Nr. 6 (6. armádní sbor).
Armádu opustil v hodnosti Hauptmann (kapitán) v roce 1919 a během služby v první světové válce si vysloužil obě třídy železného kříže. Po službě u jednotek Freikorps ve Slezsku se v roce 1920 vrátil na rodinné sídlo v Nützdorfu poté, co jeho otec zemřel. Zároveň si ke jménu přidal Burghauss.
V květnu roku 1913 se oženil s princeznou Olgou Alžbětou Sasko-Altenburskou (1886–1955), dcerou pruské princezny Marie a prince Alberta Sasko-Altenburského. Po dvou dcerách, které se narodily v letech 1914 a 1919, se jim narodil roku 1923 chlapec, který však zemřel v kojeneckém věku.

## Život před druhou světovou válkou
Od roku 1924 až do listopadu roku 1931 sloužil u organizace pro veterány první světové války Der Stahlhelm. Dne 1. prosince roku 1931 vstoupil do NSDAP a zároveň i do řad jednotek SA (Sturmabteilung), kde mu byla udělena hodnost SA-Sturmbannführer a byl dosazen do funkce důstojníka se zvláštními povinnostmi. Dne 1. července roku 1932 byl povýšen na SA-Standartenführera a byl převelen ke SA Gruppe Silesia. Dne 15. prosince téhož roku byl jmenován velitelem štábu SA Gruppe Silesia. V této funkci setrval až do 30. června roku 1934 a během září téhož roku se stal náčelníkem štábu u SA-Obergruppe III (Vratislav). Během roku 1933 se stal také členem Reichstagu, když reprezentoval město Opole. V dubnu roku 1933 byl povýšen na SA-Oberführera, 1. května roku 1937 byl povýšen na SA-Brigadeführera a v červenci téhož roku byl převelen k vrchnímu velení SA (Oberste SA-Führung) v Berlíně, kde sloužil jako šéf úřadu (Amtschef). Svoji kariéru ukončil jako důstojník se zvláštním pověřením u SA Gruppe Silesia.

## Druhá světová válka
V dubnu roku 1938 vstoupil znovu do armády jako Hauptmann (kapitán), prvně jako pobočník velitele generála Alfreda Hubickiho u 4. Leichte Division (4. lehká divize), se kterou se zúčastnil invaze do Polska. Později působil jako zpravodajský důstojník u XXXIII. armádního sboru.
Počátkem roku 1942 působil jako zástupce policejního šéfa pro střední Rusko SS-Obergruppenführera Ericha von dem Bach-Zelewski, ale dne 12. září 1942 byl povýšen do hodnosti SS-Brigadeführer und Generalmajor der Waffen-SS a zároveň byl jmenován velitelem jednotek Waffen-SS na území Protektorátu Čechy a Morava.
V květnu 1943 byl povýšen do hodnosti SS-Gruppenführer und Generalleutnant der Waffen-SS a byl rovněž jmenován velitelem 15. Waffen-Grenadier Division der SS (lettische Nr. 1), která působila v Lotyšsku. Tuto funkci zastával do 17. února roku 1944, než se opět stal velitelem jednotek Waffen-SS na území Protektorátu Čechy a Morava. V této funkci setrval až do konce druhé světové války.

## Poslední boje
Po vypuknutí Pražského povstání udržel malé předmostí na východním břehu Vltavy kolem svého velitelství v budově právnické fakulty University Karlovy. Koordinoval postup mimopražských německých útvarů proti českým povstalcům. Zejména požadoval masivní letecké údery zápalnými pumami proti částem Prahy, ovládaným povstalci. Po kapitulaci německé posádky v Praze do rukou České národní rady a Vojenského velitelství Bartoš předal ráno 9. května budovu svého velitelství československým důstojníkům. V poslední německé koloně, která opouštěla střed Prahy, dosáhl poté území jižně od města, stále ovládaného bojovou skupinou SS Wallenstein. Společně s asi šesti tisíci muži (zbytky Kampfgruppe Wallenstein a dalších jednotek) se stáhl do prostoru mezi Slivicí u Milína a Čimelicemi, poté, co americká armáda uzavřela 9. května demarkační linii.
Generál se ubytoval v letní vilce č. p. 99 u Čimelic (stavebně součást Čimelic, avšak ležící na katastru obce Rakovice). Tři dny se bezúspěšně pokoušel vyjednat odchod svých vojáků do amerického zajetí s Norbertem Kinským, jenž zastupoval svého raněného bratra Karla VI. Schwarzenberga. Po 9. květnu do prostoru mezi osady Slivice a Čimelice dorazil zbytek vyzbrojené německé armády, čítající asi 6 tisíc mužů pod vedením generála Karla von Pücklera. A právě tyto dny byly pro místní snad vůbec nejhorší – Němci se totiž mstili i na civilním obyvatelstvu. Karl von Pückler-Burghauss dal příkaz vybudovat u Milína opěrný bod. A proti němu vyrazilo 11. května několik desítek partyzánů ze skupiny Smrt fašismu a členů revoluční gardy. Začala poslední bitva – u Slivice, do které se zapojily i tři ukrajinské fronty. Po přiblížení Rudé armády podepsal v noci z 11. na 12. května 1945 v nedalekém rakovickém mlýně kapitulaci do rukou sovětského generálmajora Ivana Fedotoviče Serjogina, velitele 104. gardové střelecké divize, a amerického plukovníka Allisona, náčelníka štábu 4. tankové divize XII. Sboru.
Poté se vrátil do domu na kraji Čimelic, kde byl ubytován, a tam se 13. května 1945 okolo 11:00 zastřelil. Spolu s ním se zastřelili (nebo byli zastřeleni) také jeho tlumočnice, její dcera (zhruba pětiletá) a matka. Mrtvoly byly následující den pohřbeny do hromadného hrobu na čimelickém hřbitově. V roce 1995 byly exhumovány a pohřbeny na německém vojenském hřbitově v Brně.

## Shrnutí vojenské kariéry

### Data povýšení
- Fähnrich – 1. duben, 1907
- Leutnant – 17. říjen,1907
- Oberleutnant – květen, 1917
- Hauptmann – 18. květen, 1918
- SA-Sturmbannführer – 1. prosinec, 1931
- SA-Standartenführer – 1. červenec, 1932
- SA-Oberführer – 10. duben, 1933
- SA-Brigadeführer – 1. květen, 1937
- Hauptmann – 1. duben, 1938 (znovu vstoupil do armády)
- Major – 1940
- SS-Mann – 1. červenec, 1940
- SS-Brigadeführer und Generalmajor der Waffen-SS – 12. září, 1942
- SS-Gruppenführer und Generalleutnant der Waffen-SS – květen, 1943

### Významná vyznamenání
- Pruský železný kříž I. třídy (První světová válka)
- Pruský železný kříž II. třídy (První světová válka)
- Spona k pruskému železnému kříži I. třídy
- Spona k pruskému železnému kříži II. třídy
- Válečný záslužný kříž I. třídy s meči
- Válečný záslužný kříž II. třídy s meči
- Sudetská pamětní medaile
- Medaile za východní frontu
- Slezská orlice I. třídy
- Slezská orlice II. třídy
- Kříž cti
- Sportovní odznak SA v bronzu

## Dílo
- Pückler-Burghauss, Carl Friedrich Graf von: Gesehen, gedacht und gelacht : Erinnerungen aus den Feldzügen 1939-42; Prag : Orbis, 1943